# Villa Zillerstraße 6 (Radebeul)
Die Villa in der Zillerstraße 6 liegt im Stadtteil Niederlößnitz der sächsischen Stadt Radebeul. Sie wurde 1873 durch die Gebrüder Ziller in der von ihnen auch erschlossenen Zillerstraße errichtet.

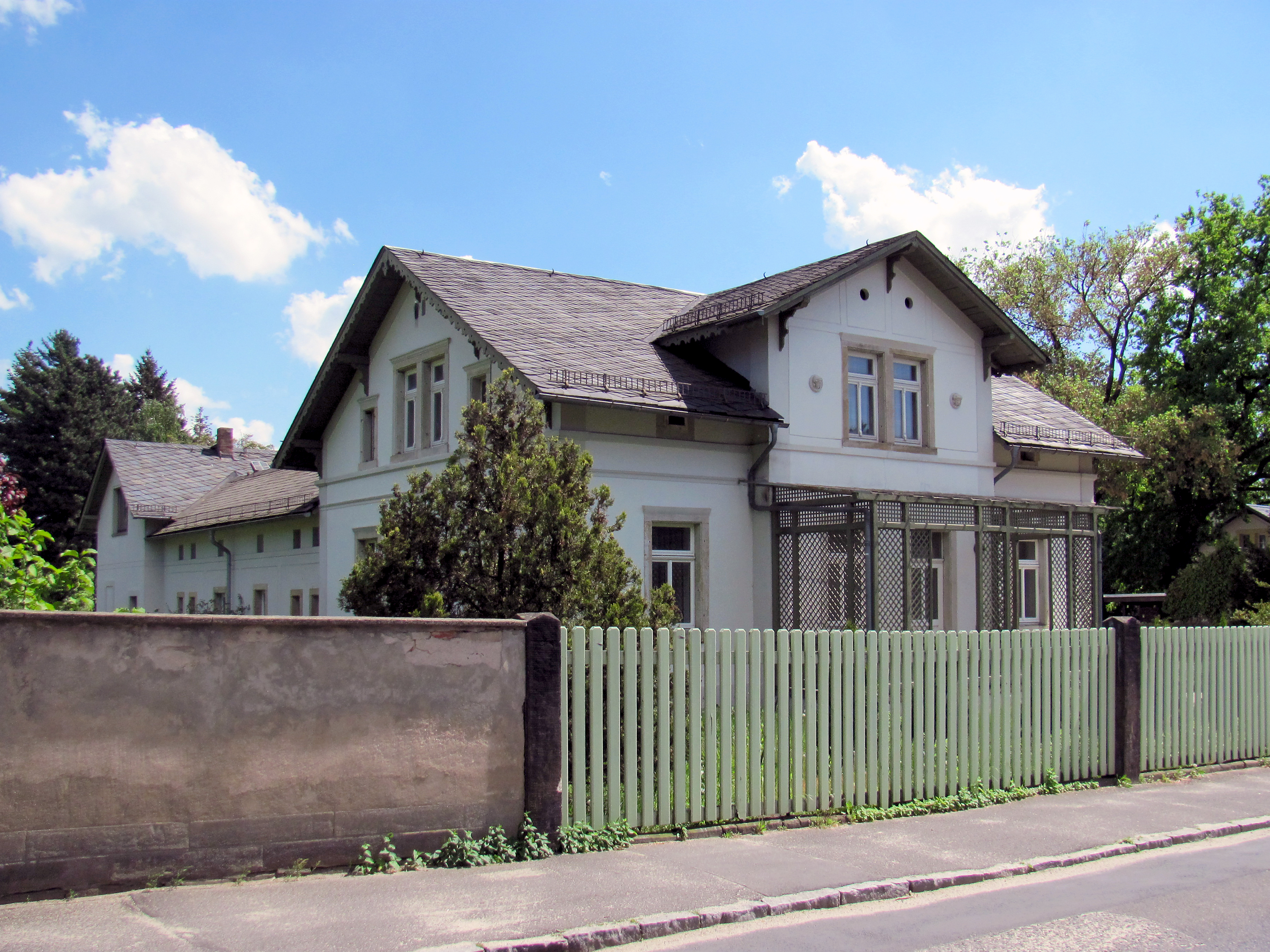
Villa Zillerstraße 6

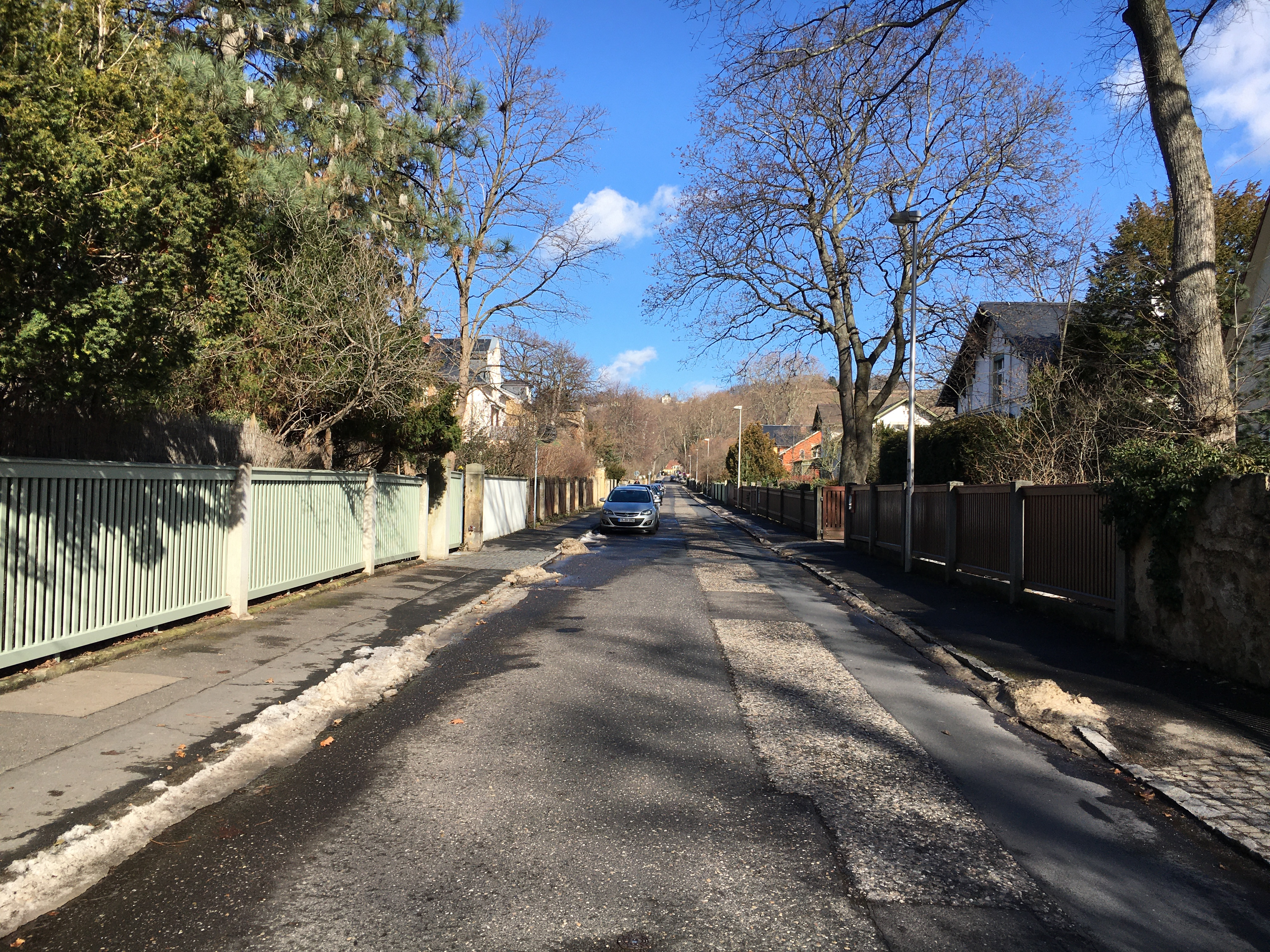
Rechts, gegenüber dem parkenden Auto, steht die Nr. 6; davor die ebenfalls denkmalgeschützte Zillerstraße 4

## Beschreibung
Die mitsamt angebautem Nebengebäude und Einfriedung unter Denkmalschutz stehende landhausartige Villa ähnelt sehr stark den wenige Jahre später errichteten Wohngebäuden in der Eduard-Bilz-Straße 31 bis 35 in Oberlößnitz.
Das traufständig zur Straße ausgerichtete, eineinhalbgeschossige Gebäude steht auf einem Putzsockel; es hat oberhalb seines Erdgeschosses einen Kniestock. Das weit überstehende, flache Satteldach mit Sparrengiebeln wird von konsolenverzierten Balken getragen. In der vierachsigen Straßenansicht steht mittig ein zweiachsiger, zweigeschossiger Risalit mit Sparrengiebel sowie mit einer Fensterkombination im Giebel bestehend aus einem Zwillingsfenster, neben dem sich zwei kleine Medaillons und über dem sich zwei kleine Rundfenster befinden. Rechts und links im Kniestock finden sich liegende Ovalfenster. Vor dem Risalit steht eine eingeschossige Holzveranda mit einer Freitreppe zum Garten.
Die Giebelseiten des Gebäudes sind dreiachsig. Im Erdgeschoss bestehen sie aus zwei außen stehenden Rechteckfenstern mit einem medaillonartigen Schmuckelement dazwischen, im Giebel selbst werden sie durch ein mittiges Zwillings-Koppelfenster sowie zwei flankierende kleinere Fenster gebildet.
Die Fenster werden durch Gewände aus Sandstein teilweise mit horizontalen Verdachungen eingefasst. Die Fassadengliederung der glattgeputzten Villa besteht aus Ecklisenen sowie Gesimsen zum Kniestock hin.
Auf der Rückseite des Gebäudes schließt sich ein langgestreckter, jedoch flacherer Seitenflügel mit Satteldach an, an den wiederum quer ein kleines Auszugshaus angesetzt ist.
Die Einfriedung besteht aus Lattenzaunfeldern zwischen Sandsteinpfeilern.

## Ähnliche Gebäude
- Villa Laetitia, Zillerstraße 2
- Villa Eduard-Bilz-Straße 20
- Villa Eduard-Bilz-Straße 31
- Villa Claudia, Eduard-Bilz-Straße 33
- Villa Eduard-Bilz-Straße 35